# Trương Học Lương
Trương Học Lương (chữ Hán: 張學良, 3 tháng 6, 1901 - 15 tháng 10, 2001) là một trong những quân phiệt có thế lực lớn, sau trở thành tướng lĩnh của Quốc Dân Đảng Trung Quốc tại vùng Tây An. Ông chính là người phát động "Sự biến Tây An" năm 1936 gây chấn động, bắt cóc và gây áp lực với Tưởng Giới Thạch dẫn đến hợp tác Quốc-Cộng trong Chiến tranh Trung-Nhật.

## Thân thế
Trương Học Lương, tự Hán Khanh (汉卿), hiệu Nghị Am (毅庵), là người Hải Thành, tỉnh Phụng Thiên (nay là Liêu Ninh), sinh ngày 3 tháng 6 năm 1901 tại Tang Lâm, huyện Thái An, tên lúc nhỏ là Song Hỉ (双喜),  Tiểu Lục tử (小六子). Ông là con trưởng của thủ lĩnh quân phiệt Đông Bắc Trung Quốc Trương Tác Lâm, được mệnh danh là "Thiếu soái" (少帥), đứng đầu "Dân quốc Tứ công tử".

## Quân phiệt vùng Đông Bắc
Năm 1919, ông theo học trường quân sự Phụng Thiên, tốt nghiệp hạng nhất khoa pháo binh 1 năm sau đó. Sau khi ra trường, ông công tác dưới quyền cha mình và thăng tiến nhanh chóng. Ngày 4 tháng 6 năm 1928, khi cha bị Nhật Bản (ở đây là Đế quốc Nhật Bản) ám sát chết tại Hoàng cô đồn, ông được các thuộc hạ của cha mình tôn lên chức vụ Tổng tư lệnh Bảo an Đông Bắc.
Ngay lập tức, ông cùng các thủ hạ tuyên bố trở cờ, ly khai chính phủ Bắc Dương, gia nhập chính phủ Quốc dân đảng. Do sự quy thuận của Trương Học Lương, Tưởng Giới Thạch dễ dàng chấm dứt cục diện quân phiệt gây rối loạn, hoàn tất công cuộc thống nhất Trung Quốc.

## Sự biến Tây An
Ông cùng với Dương Hổ Thành là 2 tướng chỉ huy quân Quốc Dân Đảng tại Tây An (Trung Quốc), dưới trướng của Tưởng Giới Thạch.
Ngày 4/12/1936 ông và Dương Hổ Thành được lệnh của Tưởng Giới Thạch tấn công đại bản doanh của Đảng cộng sản tại Diên An. Do chịu ảnh hưởng của phong trào chống Nhật của Đảng cộng sản nên 2 ông cố tình trì hoãn việc tiến công. Ngày 6/12 hai tướng thỉnh cầu Tưởng Giới Thạch đình chỉ nội chiến và cùng Đảng cộng sản chống nhật nhưng bị Tưởng cự tuyệt. Do căm ghét thái độ "hàng Nhật chống Cộng" của Tưởng, tối 12/12/1936 hai tướng cho quân bao vây Hoa Thanh trì và bắt sống Tưởng cùng bộ hạ đưa về Tây An tống giam.
Sau đó hai tướng Trương, Dương đã ra tuyên bố giải tán Tổng bộ chỉ huy tiễu phỉ Tây Bắc, thành lập Ủy ban Quân sự lâm thời Liên quân Tây Bắc kháng Nhật do Trương làm Chủ tịch, Dương làm Phó chủ tịch.

## Kết cục giam lỏng
Ngày 25/12, Trương tháp tùng Tưởng Giới Thạch bay về Nam kinh, Tưởng được thả tự do. Nhưng sau khi về tới Nam Kinh Tưởng lại bắt giam Trương Học Lương. Sau đó,Trương Học Lương bị giam lỏng tại Đài Loan đến năm 1975 thì được thả tự do. Ông định cư tới Hoa Kỳ sinh sống. Năm 2001 ông mất tại Hawaii, hưởng thọ 100 tuổi.